# Август Фрідріх Альбрехт Шенк
Август Фрідріх Альбрехт Шенк (нім. August Friedrich Albrecht Schenck; 1828 — 1901) — німецький і французький художник-пейзажист та анімаліст.

## Біографія

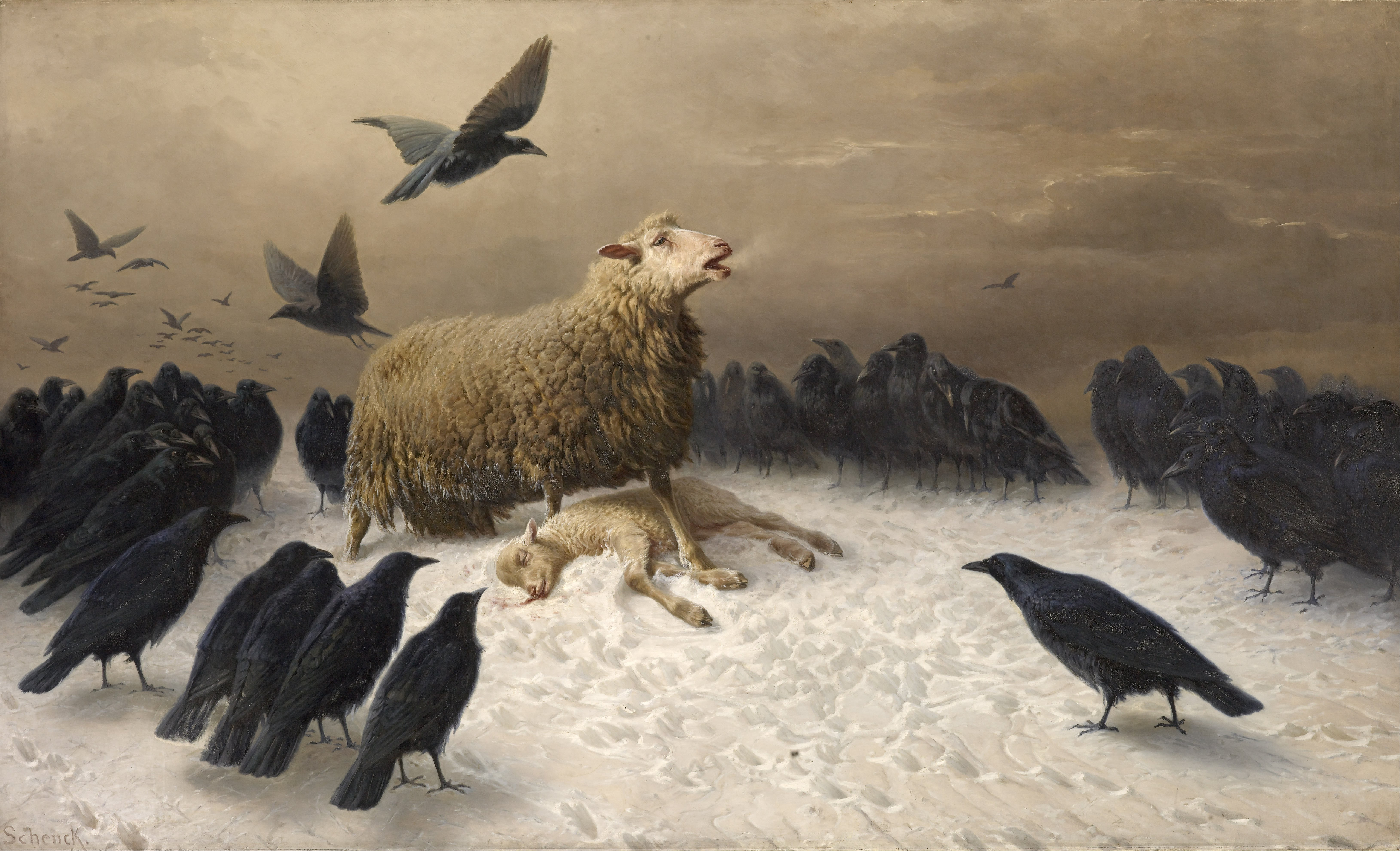
Страждання. 1878—1880 гг.

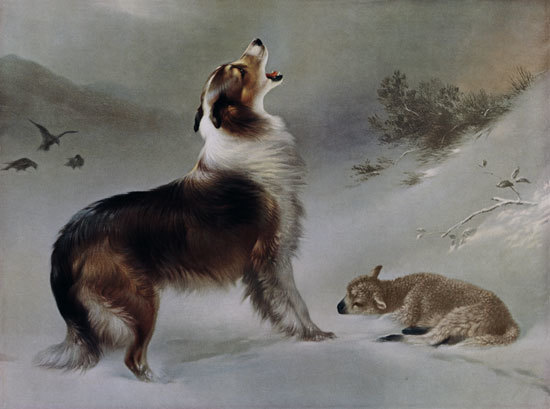

Разом з батьками-торговцями багато подорожував Європою. Більшу частину юності провів в Англії та Португалії.
Пізніше вирушив до Парижа, де навчався у Школі вишуканих мистецтв. Учень майстра історичного живопису Леона Коньє.
Після закінчення Школи подорожував Францією та Німеччиною . Під впливом свого вчителя почав з історичного та жанрового живопису. Більшу частину свого життя художник провів у Франції.
У 1855 році дебютував як художник на Всесвітній виставці в Парижі. У 1857 році він взяв участь у ювілейній виставці Шлезвіг-Гольштейна. Після цього розпочався успішний творчий період А. Шенка.
Близько 1862 року він із сім'єю оселився в Екуані поблизу Парижа.

## Творчість

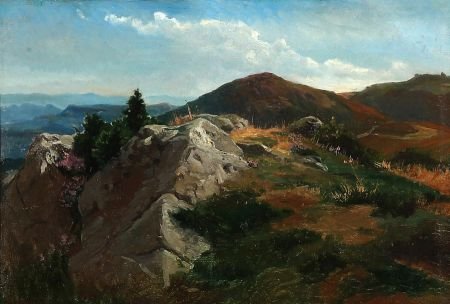
Гірський пейзаж

Картини А. Шенка наочно передають поетичний образ гармонії природи та людини; дуже світлі та добрі за змістом, вони пробуджують у глядачі найкращі почуття. Насамперед художник став відомим завдяки картинам із тваринами. Крім французької художниці Рози Бонер, Шенк був одним із найзатребуваніших анімалістів, чиї роботи колекціонувалися по всьому світу.
Роботи живописця зберігаються у музеях Франції, Німеччини, у Метрополітен-музеї у Нью-Йорку, у Національній галереї Королеви Вікторії у Мельбурні .

## Нагороди
- Кавалер Ордену Ізабелли Католицької
- Кавалер ордена Почесного легіону